# 蠼螋屬
蠼螋屬（學名：Forficula）是革翅目蠼螋科之下一個蠼螋昆蟲的屬。

## 物種
蠼螋屬包含至少68個物種，使其成為蠼螋所有物種當中的包含最多物種的屬。下面列出了部分物種：
- Forficula abrutiana
- Forficula aetolica
- Forficula auricularia：模式種[2]:589
- Forficula apennina
- Forficula cavallii (Borelli)[2]:597
- Forficula davidi
- Forficula decipiens
- 綠蠼螋 Forficula greeni Burr, 1901[1][3][4]
- 哈伯蠼螋 Forficula harberei Burr, 1905[1][5][6]
- Forficula iberica
- Forficula laeviforceps
- Forficula lesnei
- Forficula lucasi
- Forficula lurida
- Forficula mikado
- 斜蠼螋 Forficula planicollis Körby, 1891[2]:651[1][7][8]：分佈於北印度。
- Forficula pyrenaica
- Forficula pubescens
- Forficula riffensis
- Forficula ruficollis
- Forficula scudderi
- Forficula silana
- Forficula smyrnensis
- 䖡蚭 Forficula tomis
- Forficula vicaria
- Forficula vilmi[9]

## 外部連結
- 維基物種上的相關：蠼螋屬